# Обухово (городской округ город Первомайск)
Обухово — село в Первомайском районе Нижегородской области. Входит в состав Петровского сельсовета.
Село располагается на правом берегу реки Алатыря.
В селе расположено отделение Почты России (индекс 607741).